# Política do Brasil
A Política do Brasil funciona sob o modelo de República Federal Presidencialista, formada pela União, os Estados, o Distrito Federal e os Municípios, o exercício do poder é atribuído a órgãos distintos e independentes, submetidos a um sistema de controle para garantir o cumprimento das leis e da Constituição. O Brasil é uma República porque o chefe do Estado é eleito pelo povo e com mandato. É presidencialista porque o Presidente da República é chefe de Estado e também chefe de governo. É federativa porque os Estados têm autonomia política.
A União está dividida em três poderes, independentes e harmônicos entre si. São eles o legislativo, que elabora leis; o executivo, que atua na execução de programas ou prestação de serviço público; e o judiciário, que soluciona conflitos entre cidadãos, entidades e o Estado.
O Brasil tem um sistema pluripartidário, ou seja, admite a formação legal de vários partidos políticos. Estes são associações voluntárias de pessoas que compartilham os mesmos ideais, interesses, objetivos e doutrinas políticas, que tem como objetivo influenciar e fazer parte do poder político.
Em 1988, o cientista político Sérgio Abranches cunhou a expressão "presidencialismo de coalizão" para definir o mecanismo de funcionamento do regime político-institucional brasileiro. O presidencialismo de coalizão designa a realidade de um país presidencialista em que a fragmentação do poder parlamentar entre vários partidos obriga o executivo a uma prática que costuma ser mais associada ao parlamentarismo. Segundo Abranches, mesmo eleito diretamente, o presidente da República precisa formar coalizões no Congresso para conseguir governar.

## Histórico
Em 1494, Portugal convenceu o Papa Alexandre VI a arbitrar entre as duas potências católicas, Espanha e Portugal, no Tratado de Tordesilhas. Sob os termos do tratado, Portugal ficaria com toda a terra no espaço de 370 léguas a oeste das ilhas de Cabo Verde. Seis anos depois, Pedro Álvares Cabral chegou ao Brasil, que foi colonizado de forma gradual nos quatro séculos seguintes. Rivais como os holandeses, que ocuparam brevemente o Nordeste no século XVII, foram derrotados e escravos foram trazidos da África após os indígenas se mostrarem resistentes ao trabalho manual. Houve surtos de riqueza causados pelo açúcar, ouro e algodão, mas Portugal demorou a encontrar muitas vantagens econômicas em sua colônia sul-americana.
Enquanto uma sociedade semifeudal se consolidava na costa através das Capitanias do Brasil, uma sociedade mais dinâmica e sem lei crescia em São Paulo, no Oeste, no Sul e acima dos afluentes do Rio Amazonas, onde a miscigenação era comum. No começo do século XIX, o Brasil juntou-se ao mundo europeu após a invasão de Portugal pelas forças napoleônicas em 1807. Escoltada pela marinha britânica, a corte portuguesa permanecerá no Rio de Janeiro de 1808 a 1821. Sobreveio uma onda de modernidade, mas a experiência também destacou as diferenças entre o Brasil e o resto da América Latina. As ideias do Iluminismo e as Revoluções Americana e Francesa desencadearam violentas rebeliões contra a coroa espanhola. No Brasil, o filho mais novo do rei proclamou a independência em 1822, dando início ao conservador Império do Brasil, que fez do Brasil o último país do continente americano a abolir a escravidão. Em 1889, um golpe militar pôs fim ao período.
No início do século XX, a política brasileira era dominada pelo "café com leite". Os estados de São Paulo, com sua vasta lavoura cafeeira e de Minas Gerais, com sua produção leiteira, dominavam a política nacional. O Nordeste era controlado por coronéis, reacionários donos de terra que podiam ou não ter sido outrora oficiais militares. Ao Sul, uma terra sem lei, havia impaciência com a morosidade e a corrupção do governo federal no Rio de Janeiro. A política era elitista, ardilosa e pessoal, e o hábito de conchavos e troca de favores sobrevivia desde o período imperial. O Brasil era majoritariamente agrário, mas nas grandes cidades do Sudeste havia um começo de capitalismo industrial. Em 1904, Francisco Matarazzo abriu sua primeira fábrica têxtil e trinta anos depois as receitas de seus negócios correspondiam a 87,5 % do PIB do estado. O Partido Comunista Brasileiro (PCB) foi fundado em 1922 e a Federação das Indústrias do Estado de São Paulo (FIESP) seis anos depois.
A Revolução de 1930 elevou Getúlio Vargas ao poder. Vargas fora presidente da província do Rio Grande do Sul e concorrera na eleição daquele ano pela Aliança Liberal. Recebeu apoio dos presidentes das províncias de Minas Gerais e da Paraíba, mas o voto não era secreto e as eleições eram fixadas por meio da divisão de espólios entre máquinas políticas estaduais. O presidente Washington Luís declarou que seu candidato, Júlio Prestes, havia ganho a disputa com o dobro de votos. Com a crise de 1929, a produção de café, principal produto de exportação do país, entrou em crise. O capital estrangeiro fugiu do Brasil e as reservas em ouro do governo haviam caído para zero no final de 1930. Além disso, a insatisfação de jovens oficiais do Exército causou o fenômeno conhecido como tenentismo. Estava pronto o cenário para a revolução. A insurreição obteve sucesso em menos de um mês.
Vargas foi a principal figura da política brasileira até seu suicídio em 1954. Ele derrotou uma rebelião em São Paulo em 1932, uma tentativa de golpe comunista em 1935 e ficou aprisionado durante um quase bem-sucedido golpe dos integralistas em 1938. Instaurou uma ditadura personalista de estilo fascista em 1937 e levou o Brasil à Segunda Guerra Mundial ao lado dos Aliados em 1942. Na Europa, a ideologia fascista fizera pouco pelos trabalhadores além de destruir os sindicatos, mas no Brasil foi reinterpretada pelo Estado Novo para dar aos operários sindicalizados uma participação na sociedade. A abordagem era paternalista e clientelista, com muito poder investido ao Ministério do Trabalho e pouca liberdade aos operários se organizarem. As greves foram proscritas pela Constituição de 1937, mas com um salário mínimo em algumas categorias, os pobres que saíam do campo para a sociedade industrial tinham alguma assistência.

## Indicadores

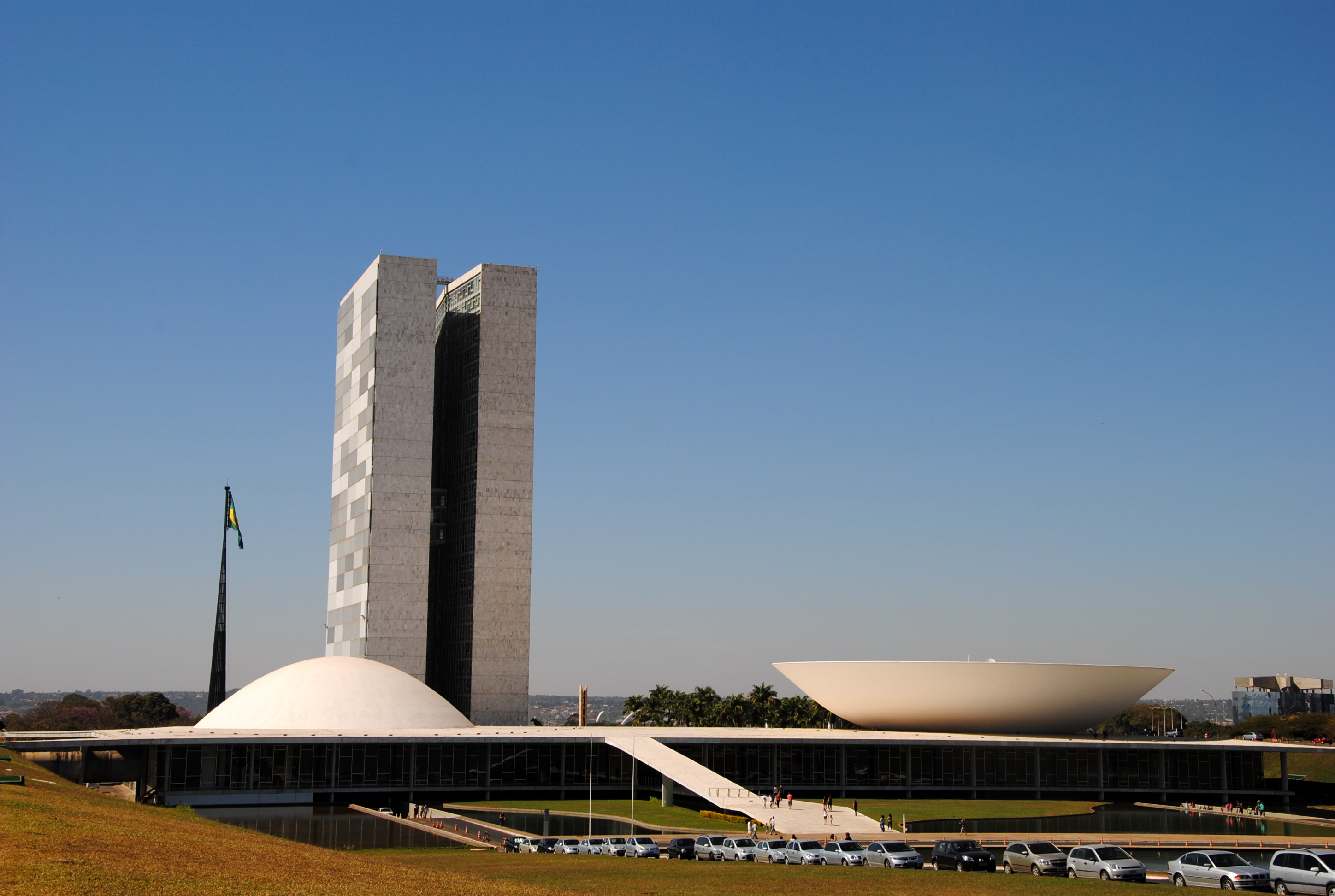
Congresso Nacional do Brasil

De acordo com o Índice de Democracia de 2015, compilado pela revista britânica The Economist, o Brasil possui uma nota geral de (nota 6,96), estando na categoria de "democracia imperfeita". O país possui nota acima da média em relação ao resto do mundo, que tem nota média de (nota 5,55). De acordo com dados de 2010, o desempenho do Brasil em participação política é comparável ao de Malauí e Uganda, considerados "regimes híbridos", enquanto o desempenho em cultura política é comparável ao de Cuba, considerado um regime autoritário.
No entanto, a média geral do país é inferior somente à do Uruguai (nota 8,17), do Chile (nota 7,84) e da Argentina (nota 7,02) na América do Sul. Dentre os BRICS, a Índia (nota 7,74) e a África do Sul (nota 7,56) possuem desempenho melhor. De fato, em relação aos BRICS, a revista já havia elogiado a democracia do país anteriormente, afirmando que "em alguns aspectos, o Brasil é o mais estável dos BRICS. Diferentemente da China (nota 3,14) e da Rússia (nota 3,31), é uma democracia genuína; diferentemente da Índia, não possui nenhum conflito sério com seus vizinhos".

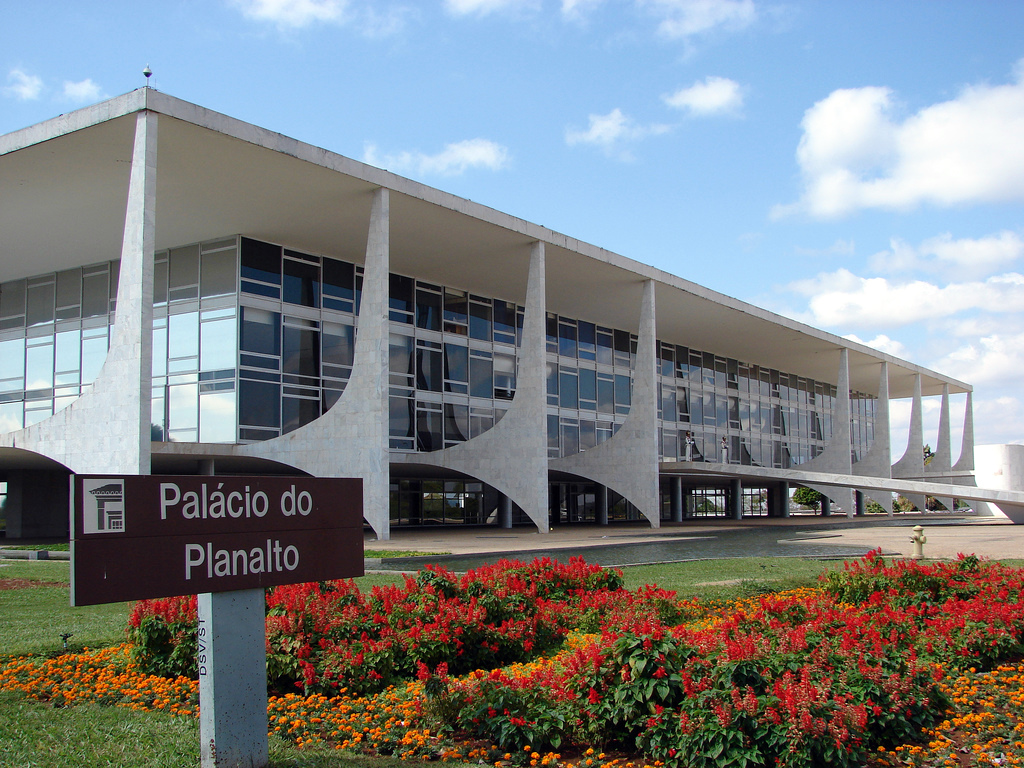
Palácio do Planalto, sede do poder executivo do Brasil

O Brasil é percebido como um país extremamente corrupto, ocupando o 79.° lugar no Índice de Percepções de Corrupção de 2016, sendo o primeiro menor a Dinamarca. Perde para países africanos como Botsuana (35.°), Namíbia (53.°) e Ruanda (50.°) e está relativamente distante do Chile (24.°), o mais bem colocado na América do Sul. Porém encontra-se em posição melhor que alguns outros países sul-americanos como Colômbia (90.°), Argentina (95.°), Bolívia (113.°) e Venezuela (166.°), esta a pior da América Latina. Em relação aos países do BRICS, o Brasil está empatado com a China e a Índia, perde para a África do Sul, que está na 64.° posição, porém vence da Rússia, que está em 131.°.

## Espectro Político
Após a redemocratização, o Brasil virou um país onde em teoria a direita não existia. O efeito, conhecido como direita envergonhada, aconteceu pois a direita era muito associada com a Ditadura Militar, e os políticos que se identificavam com o espectro político passaram a se definir principalmente como sendo de "centro". Entre 1990 e 2009, 88% dos parlamentares se posicionaram à esquerda, enquanto apenas 13,5% se posicionaram à direita. O efeito perdurou por décadas, sendo enfraquecido com a atuação da bancada BBB e políticos como Marco Feliciano, Celso Russomano e Jair Bolsonaro durante os governos petistas.
Segundo pesquisa do instituto Datafolha sobre as inclinações ideológicas da população brasileira, o brasileiro médio possui valores comportamentais de direita, mas manifesta acentuadas tendências de esquerda no campo econômico. Os entrevistados responderam a perguntas sobre 16 temas; 41% deles deram respostas identificadas às ideias de esquerda, enquanto 39% deles deram respostas identificadas com os valores da direita. Quase 70% dos brasileiros defendem que o governo deve ser o principal responsável pelo crescimento econômico do país; 58% entendem que as instituições governamentais precisam atuar com força na economia para evitar abusos das empresas; 57% dizem que o governo tem obrigação de salvar as empresas nacionais que enfrentam risco de falência e 54% associam a CLT mais à defesa dos trabalhadores do que à ideia de empecilho ao crescimento das empresas. Todas essas visões coincidem com a política econômica defendida por partidos historicamente ligados à esquerda. Nas questões de comportamento, no entanto, o brasileiro mostra-se mais à direita do que à esquerda (numa proporção de 49% à direita e 29% à esquerda): quase 90% acham que acreditar em Deus torna alguém melhor e 83% são a favor da proibição das drogas, ideias essas historicamente defendidas por partidários da direita.
O percentual de pessoas identificadas com a esquerda aumentou significativamente em dois meses — de 4% para 10% na esquerda e de 26% para 31% na centro-esquerda — devido à inclusão de temas econômicos na sondagem. Entre os 10% que são identificados com a esquerda a média de idade é de 35 anos. A idade aumenta conforme a ideologia se distancia da esquerda; os de centro-esquerda têm média de 38 anos, os de centro têm média de 39, os de centro-direita têm média de 41 e os de direita têm média de 46. No quesito escolaridade, o grupo da esquerda é o único onde mais de 20% das pessoas possui formação superior e o que possui o menor número de pessoas com formação fundamental (30%). Na direita, por sua vez, 52% tem formação fundamental. Por outro lado, este grupo reúne a maior parcela de pessoas com renda familiar mensal acima de 6 780 reais na comparação com os outros quatro grupos. Ao mesmo tempo, reúne a maior parcela de pessoas com renda de até 1 365 reais. A esquerda é um pouco mais intensa no Nordeste e um pouco menos intensa no Sul; com a direita ocorre o oposto. Segundo pesquisa anterior do mesmo instituto, a inclinação ideológica da população tem pouca influência na hora do voto, visto que a ex-presidente Dilma Rousseff do PT, de esquerda, lidera a intenção de voto entre eleitores identificados com a direita e a centro-direita.

## Organização política

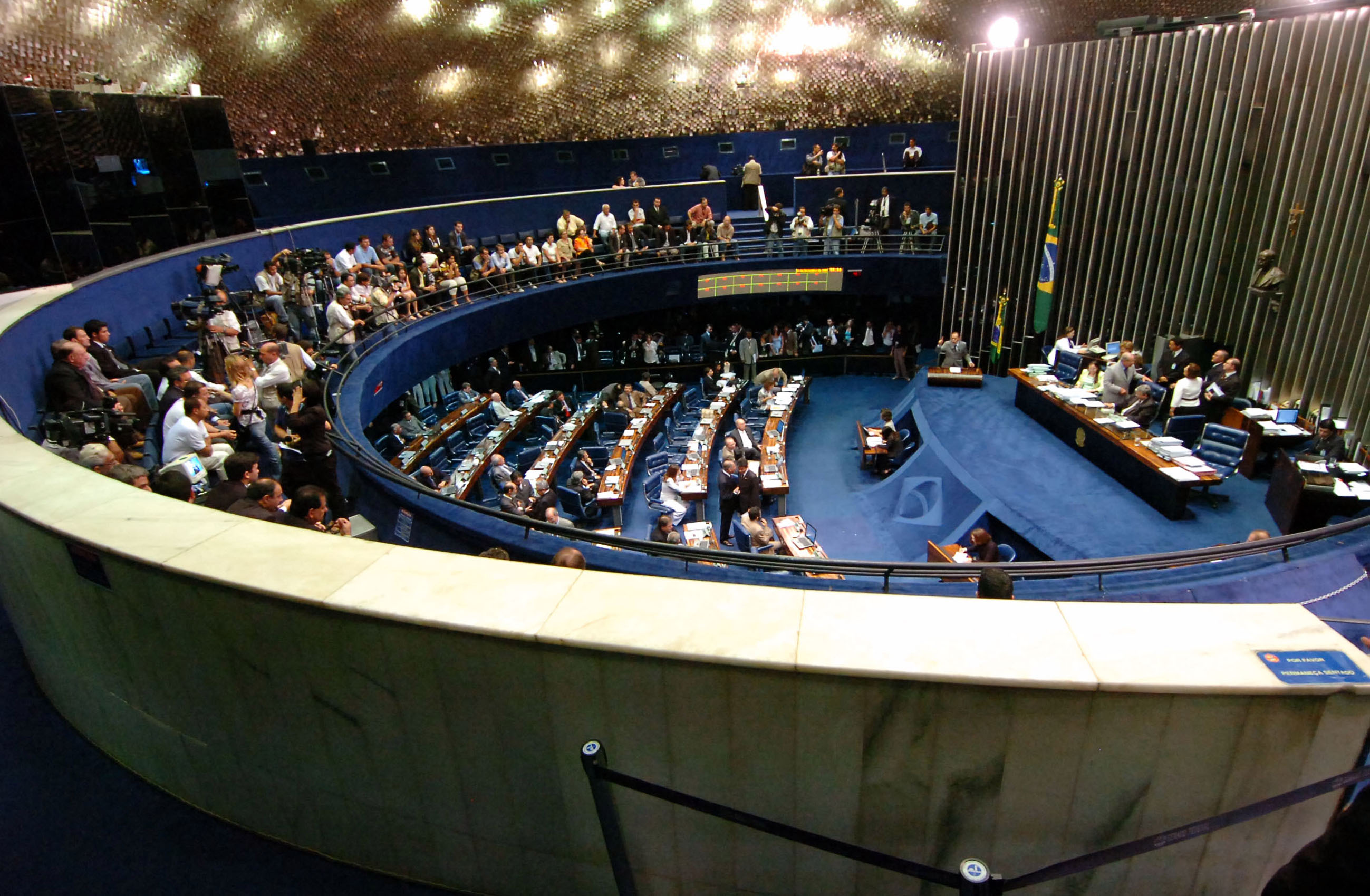
Senado Federal do Brasil.

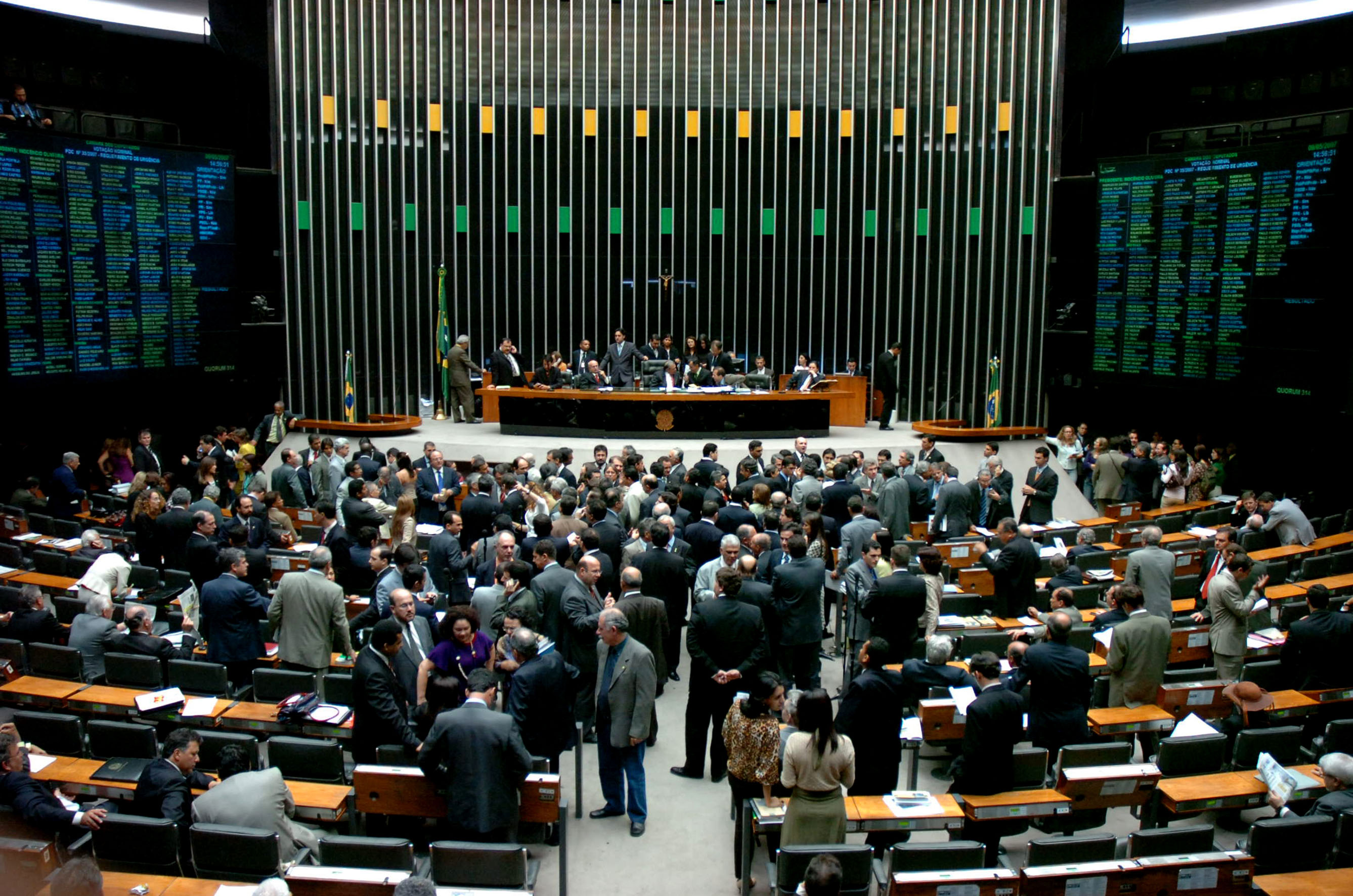
Câmara dos Deputados do Brasil.

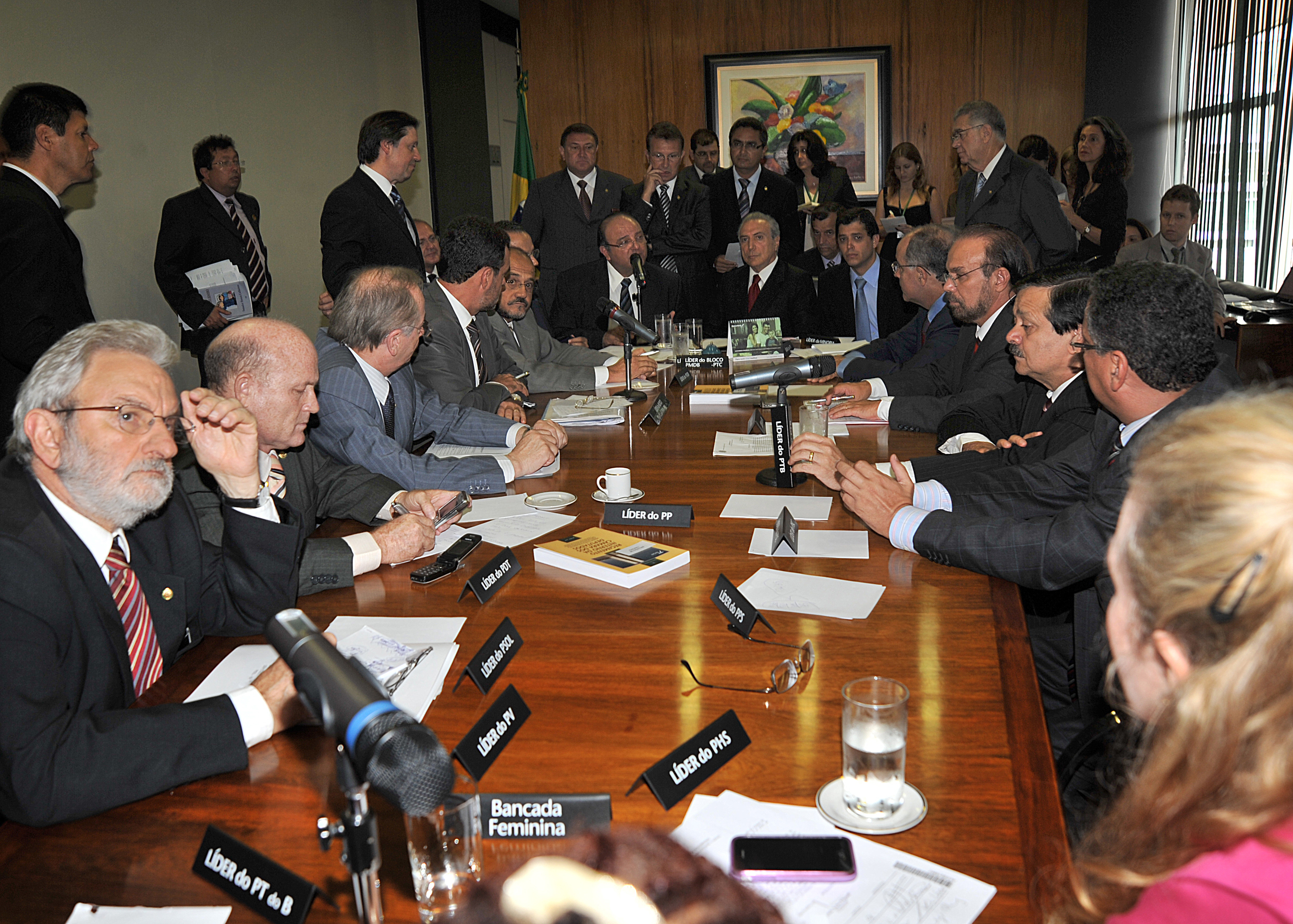
Líderes partidários da Câmara dos Deputados em reunião.

O Estado brasileiro é dividido em três poderes: o Poder Executivo, o Legislativo e o Judiciário.
O chefe do Poder Executivo é o presidente da República, eleito pelo voto direto para um mandato de  quatro anos, renovável por mais quatro. Na esfera estadual o Executivo é exercido pelos governadores dos estados; e na esfera municipal pelos prefeitos.
O Poder Legislativo é composto, em âmbito federal, pelo Congresso Nacional, sendo este bicameral: dividido entre a Câmara dos Deputados e o Senado. Para a Câmara, são eleitos os deputados federais para dividirem as cadeiras em uma razão de modo a respeitar ao máximo as diferenças entre as vinte e sete Unidades da Federação, para um período de quatro anos. Já no Senado, cada estado é representado por três senadores para um mandato de oito anos cada.
Em âmbito estadual, o Legislativo é exercido pelas Assembleias Legislativas Estaduais pelos deputados estaduais; e em âmbito municipal, pelas Câmaras Municipais exercido pelos vereadores.

## Sistema federativo

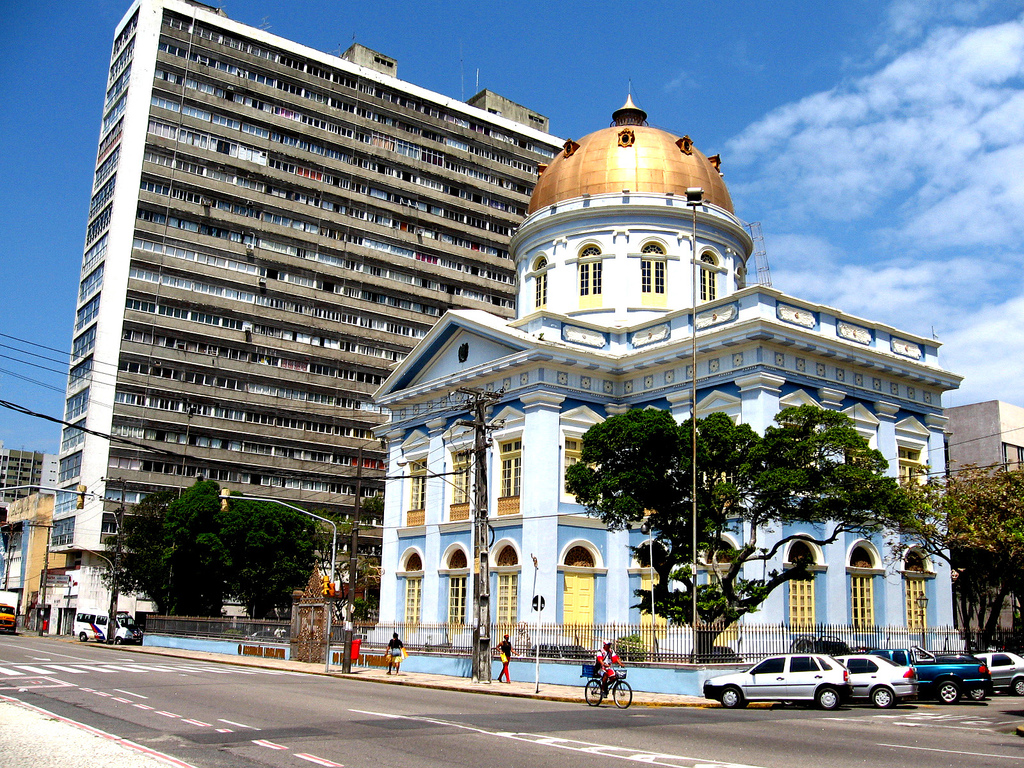
Assembleia Legislativa de Pernambuco.

O Brasil possui vinte e seis estados e um Distrito Federal, indissolúveis, cada qual com um Governador eleito pelo voto direto para um mandato de quatro anos renovável por mais quatro, assim como acontece com os Prefeitos. Tanto os estados quanto os municípios têm apenas uma casa parlamentar: no nível estadual os deputados estaduais são eleitos para quatro anos na Assembleia Legislativa e no nível municipal, os vereadores são eleitos para a Câmara Municipal para igual período.

## Poder judiciário

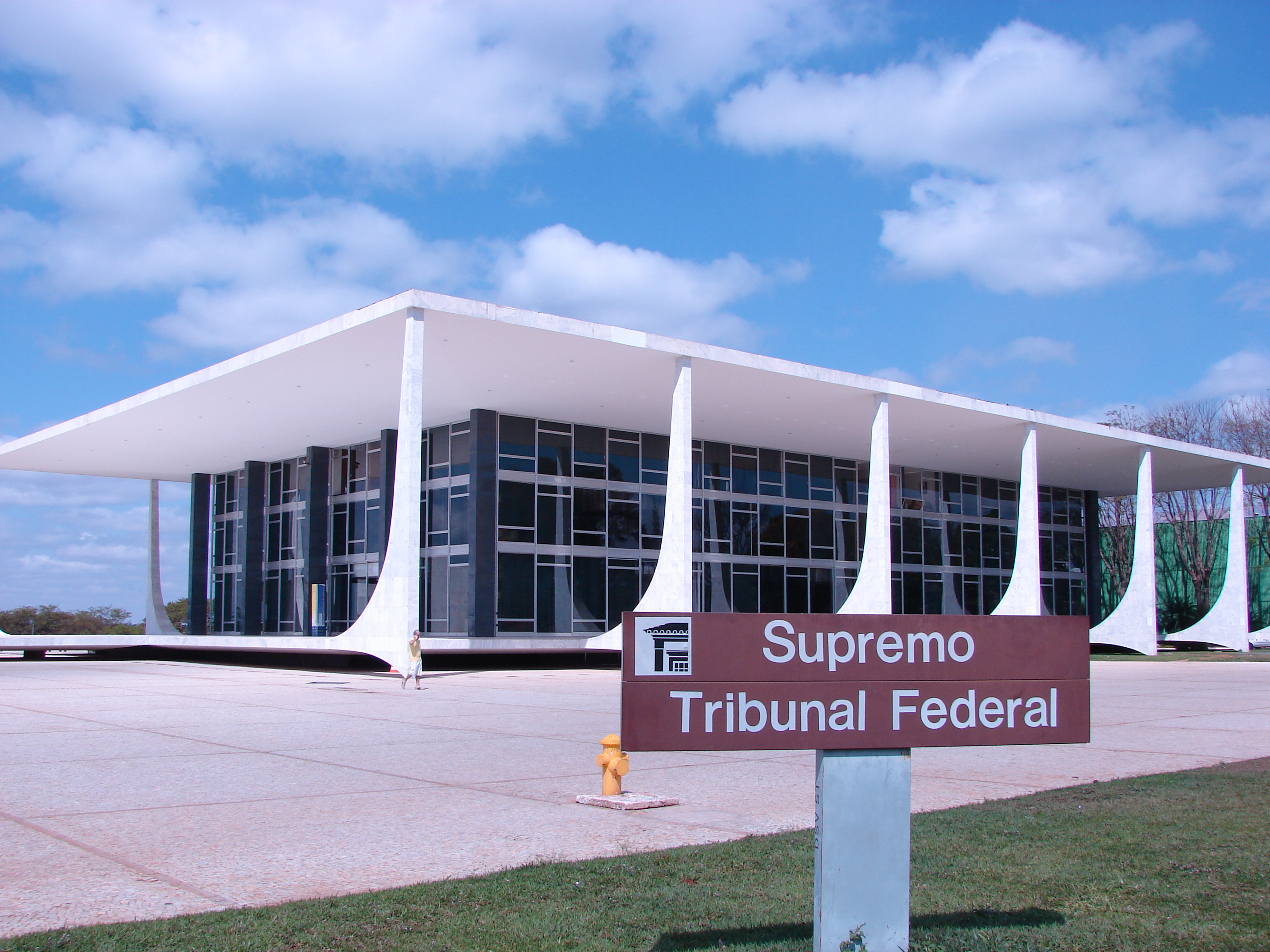
Supremo Tribunal Federal.

O Poder Judiciário, cuja instância máxima é o Supremo Tribunal Federal (STF), responsável por interpretar a Constituição Federal e composto por onze ministros com notável saber jurídico e reputação ilibada, indicados pelo Presidente e aprovados Senado Federal. A composição do STF não é completamente renovada a cada mandato presidencial: o presidente somente indica um novo ministro quando um deles se aposenta ou vem a falecer. Desde 2015, a idade para a aposentadoria compulsória para ministros do STF é de 75 anos. No entanto, os ministros podem se aposentar antes disso, caso queiram. O salário recebido pelos membros da corte (41 650,92 reais em 2023) é o teto de remuneração do funcionalismo público no país.

## Sistema eleitoral-partidário
Em 1980, voltou a existir o pluripartidarismo no país, sendo inicialmente criados 5 partidos políticos. Atualmente, há mais de 30 partidos políticos registrados no Tribunal Superior Eleitoral (TSE).
Segundo dados do TSE, os dez maiores partidos do país no Congresso Nacional são, em ordem decrescente de parlamentares:
- O Partido Liberal (PL), anteriormente conhecido como Partido da República (PR),[18]. O Partido Liberal surgiu a partir da fusão de dois partidos: o Partido Liberal de 1985 (PL, fundado por Álvaro Valle) e o Partido de Reedificação da Ordem Nacional (PRONA, fundado por Enéas Carneiro).[19]. O partido segue as ideologias do Conservadorismo[20] e do Liberalismo econômico[19] É a legenda do ex-presidente do Brasil, Jair Bolsonaro (2019-2023).
- O Partido dos Trabalhadores (PT), partido fundado por militantes de oposição à Ditadura Militar, sindicalistas, intelectuais, artistas e católicos ligados à Teologia da Libertação, no ano de 1980.[21] O partido foi fruto da aproximação entre os movimentos sindicais da região do ABC, que organizaram grandes greves entre 1978 e 1980, e militantes antigos da esquerda brasileira, entre eles ex-presos políticos e exilados que tiveram seus direitos devolvidos pela lei da anistia. Desde a fundação, o partido assumiu a defesa do socialismo democrático.[22] É a legenda do atual presidente da República Luiz Inácio Lula da Silva (que já governou o país entre 2003-2011, retornando ao cargo em 2023) e da ex-presidente Dilma Rousseff (2011-2016);
- União Brasil (UNIÃO), partido político que foi fundado no ano de 2021, a partir da fusão do Partido Social Liberal (PSL) e do Democratas (DEM)[23][24][25][26]. O Democratas (DEM), fora um partido fundado em 1985 como Partido da Frente Liberal (PFL), fruto de uma dissidência do Partido Democrático Social (PDS, atual PP), por causa das articulações que ao fim elegeram Tancredo Neves à presidência da República após vinte e um anos do Regime Militar. Com o apoio do PFL, Tancredo Neves foi eleito presidente da república. Em 2007, o PFL mudou seu nome para Democratas.[27] Já o PSL foi historicamente um partido alinhado ao social-liberalismo[28] O partido foi fundado pelo empresário pernambucano Luciano Bivar em 1994, tendo sido registrado oficialmente em 1998. O União Brasil segue as ideologia do Conservadorismo e do Liberalismo[29]É a legenda do atual presidente do Senado, Davi Alcolumbre;
- O Progressistas (PP), partido cujas origens mais remotas está relacionada com a ditadura militar, quando surgiu a Aliança Renovadora Nacional (ARENA), e com o processo de redemocratização do país, quando a então ARENA foi renomeada Partido Democrático Social (PDS). Através da ARENA também é o sucessor da UDN e do PSD de 1945 (que existiram entre 1945-1965). Através da UDN é sucessor do PR (1945-1965), do PRM (1888-1937) e do Partido Conservador (1836-1889), e pelo PSD de 1945 é sucessor do PRP (1873-1937), que fora uma dissidência do Partido Liberal de 1831 (1831-1889). Em 1995, o PPR promoveu nova fusão, agora com o Partido Progressista (PP). Nascia, então, o Partido Progressista Brasileiro (PPB), que após processos de renomeações adotou o atual nome Progressistas.[30] Apesar de ter sido diversas vezes renomeado (incluindo aí as fusões) é o sucessor da antiga ARENA e PDS. Também é sucessor de facto, somente no estado do Rio Grande do Sul, do Partido Libertador (1828-1937; 1945-1965) e através deste do Partido Federalista do Rio Grande do Sul (1892-1928) e do Partido Liberal de 1831.
- O Movimento Democrático Brasileiro (MDB), a antiga oposição permitida pelo regime militar, que desde o fim dessa era participou de todos os governos (à exceção da breve presidência de Fernando Collor de Mello entre 1990 e 1992) e que foi por muito tempo a força dominante no Congresso Nacional, antes da fragmentação partidária em que este passou a partir da década de 2000. Formado basicamente por egressos do PTB de 1945 o MDB recebeu também dissidentes partidários que não cerraram fileiras com a ditadura militar, dentre os quais dois importantes líderes do antigo PSD de 1945: Tancredo Neves e Ulysses Guimarães. O partido possui uma política centrista, sendo um dos grandes "partidos pega-tudo" brasileiros, incluindo historicamente em seus quadros desde políticos conservadores como Eduardo Cunha, a liberais convictos como Pedro Simon, além de nomes da esquerda progressista como Roberto Requião, populistas como Iris Rezende, nacionalistas/municipalistas como Orestes Quércia, líderes empresariais como Paulo Skaf e Ibaneis Rocha. É a legenda dos ex-presidentes José Sarney (1985-1990), Itamar Franco (1992-1994) e Michel Temer (2016–2018);
- O Partido Social Democrático (PSD). O partido foi fundado por políticos dissidentes do DEM, PP, PSDB, entre outros, encabeçados pelo então ex-prefeito de São Paulo Gilberto Kassab.[31] A escolha do nome do partido é uma homenagem ao presidente Juscelino Kubitschek, filiado ao homônimo Partido Social Democrático, que existiu entre 1945 e 1965.[32] Nas eleições municipais de 2024 foi a maior legenda em relação a candidatos eleitos nas prefeituras e câmaras municipais dos municípios brasileiros [33]
- Os Republicanos. Fundado em 2003 por partidários de José Alencar, então presidente honorário do Partido Liberal (PL) e vice-presidente da República. Dois anos depois, em 25 de agosto de 2005, foi renomeado como Partido Municipalista Renovador (PMR). Em 2006, o partido mudou novamente de nome para Partido Republicano Brasileiro (PRB).[34] Em 2019, adotou o atual nome "Republicanos".[35][36][37] O partido está ligado à Igreja Universal do Reino de Deus, sendo o seu presidente, Marcos Pereira, um bispo da igreja.[38]É a legenda do atual presidente da Câmara dos Deputados, Hugo Motta;
- O Partido Democrático Trabalhista (PDT), fundado em 1979, logo após o início do processo de abertura política do regime militar, e alinhado às ideologias trabalhista, socialista democrática[39] e social-democrata. Com a morte do presidente João Goulart durante o período ditatorial, Leonel Brizola surgiu naturalmente como o principal líder do antigo PTB e, após sua chegada ao país, tentou reorganizar a legenda. Porém, foi surpreendido pela ação concorrente de Ivete Vargas, que também reivindicou, para si, o controle da legenda PTB. Após disputas judiciais, o TSE decidiu, finalmente, conceder a legenda ao grupo liderado por Ivete Vargas (PTB de 1979 é o atual PRD). Inconformados com tal atitude, o grupo liderado por Leonel Brizola foi obrigado a formar um novo partido, o Partido Democrático Trabalhista – PDT.  Também é sucessor de facto, somente no estado do Rio Grande do Sul, do PRR (1882-1937).
- O Partido Socialista Brasileiro (PSB),  um partido que segue as ideologias socialista democrática e social-democrata. Foi fundado por João Mangabeira em 1947 a partir da Esquerda Democrática, até ser extinto por força do Ato Institucional nº 2, de 1965. Em 1985, com a redemocratização no Brasil, foi recriado. Duas lideranças do partido que se destacaram neste novo período histórico do Brasil foram Miguel Arraes e Eduardo Campos. O PSB utiliza, como símbolo, uma pomba carregando uma folha, e suas cores são o vermelho e o amarelo.
- O Partido da Social Democracia Brasileira (PSDB), partido fundado por um grupo de dissidentes do MDB capitaneados por políticos dos estados de São Paulo e Minas Gerais.[40]. Embora primariamente social-democrata, o PSDB, segundo os críticos, é tido como "neoliberal" desde seus primórdios por ter adotado medidas da Terceira via,[41] mesmo tendo diferentes facções internas no partido, como a social-democracia, liberais sociais, conservadores e democratas cristãos.[41] É a legenda do ex-presidente Fernando Henrique Cardoso (1995-2003);

Além destes partidos, outros partidos que se destacam na preferência do eleitorado brasileiro, com ambos empatados na 11ª posição no número de parlamentares no Congresso Nacional, 
são :
- O Podemos (PODE), originalmente denominado Partido Trabalhista Nacional (PTN), que foi uma homenagem ao PTN original, partido do presidente Jânio Quadros. É classificado como um partido de centro-direita.[42][43][44][45] A legenda tem sido comandada pela família Abreu (Dorival de Abreu, José Masci de Abreu e Renata Abreu) desde sua fundação, em 1995. Em 2016, mudou seu nome para "Podemos" inspirado no slogan da campanha do estadunidense Barack Obama à presidência dos EUA, "sim, nós podemos" (em inglês: "yes, we can"); oficializado pelo TSE em maio de 2017.[46][47][48] Apesar de ser, em número de filiados, o 13º maior partido brasileiro, é o terceiro com mais senadores. Segue as ideologias do Conservadorismo e do Liberalismo. Também defenda a Democracia Direta.
- O Partido Socialismo e Liberdade (PSOL), um partido fundado em junho de 2004.[49] Obteve registro definitivo na Justiça Eleitoral no dia 15 de setembro de 2005. Tem, como logotipo principal, um sol sorridente desenhado por Ziraldo. O PSOL defende o socialismo democrático. Sua criação foi impulsionada por dissidências do Partido dos Trabalhadores.[50][51] (PT) que alegavam discordar das políticas do partido,[52] Luciana Genro, Heloísa Helena, Babá e João Fontes discordaram de políticas do governo Lula e, por isso, foram expulsos do PT numa reunião do diretório nacional.[53]

Apesar de 65% dos brasileiros declararem não ter preferência partidária, 15,8% indicam preferência ao PT, 5,5% ao PSL, 2,1% ao NOVO e 11% a outros partidos (PDT, PSOL, MDB, PSDB, PC do B, DEM, PSB e outros).

## Estado brasileiro
A organização do Estado brasileiro é baseada em três poderes: o Legislativo, o Executivo e o Judiciário, independentes e harmônicos entre si. Além disso, a organização político-administrativa do Estado brasileiro compreende três esferas de governo: federal, representada pela União; os estados (e Distrito Federal); e os municípios. Todos são autônomos, nos termos da Constituição.
|             | Federal                   | Estadual                   | Municipal                   |
| ----------- | ------------------------- | -------------------------- | --------------------------- |
| Executivo   | Poder Executivo Federal   | Poder Executivo Estadual   | Poder Executivo Municipal   |
| Legislativo | Poder Legislativo Federal | Poder Legislativo Estadual | Poder Legislativo Municipal |
| Judiciário  | Poder Judiciário Federal  | Poder Judiciário Estadual  |                             |

A Federação está definida em cinco princípios fundamentais: soberania, cidadania, dignidade da pessoa humana, os valores sociais do trabalho e da livre iniciativa e o pluralismo político. Os ramos clássicos tripartite de governo (executivo, legislativo e judiciário no âmbito do sistema de controle e equilíbrios) são oficialmente criados pela Constituição. O executivo e o legislativo estão organizados de forma independente em todas esferas de governo, enquanto o judiciário é organizado apenas a nível federal e nas esferas estadual e do Distrito Federal.